# Anakleze
Anakleze nebo řidčeji anakléze (starořecky ἀνάκλησις – anaklésis) je v křesťanství formalizované oslovení Boha, často rozvinuté nějakým přívlastkem připisujícím mu určitou vlastnost (například „všemohoucí“, „věčný“ nebo „milosrdný“). Používá se na začátku modliteb a také jako součást eucharistické modlitby.